# Plasmón de superficie localizado

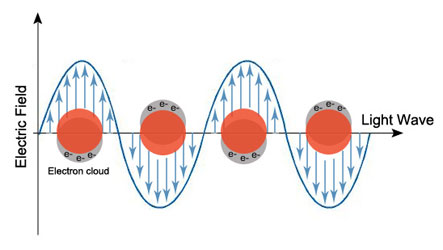
La luz incidente en una nanopartícula de metal, hace que los electrones de la banda de conducción oscilen.Este es el plasmón de superficie localizado.

Un plasmón de superficie localizado (Localized Surface Plasmon, LSP) es el resultado del confinamiento de una plasmón de superficie  en una nanopartícula con dimensiones comparables a la de la longitud de onda de la radiación electromagnética empleada para excitar el plasmón. Cuando una pequeña nanopartícula metálica esférica es irradiada por la luz, el campo eléctrico oscilante causa los electrones de conducción oscilen de manera  coherente. Cuando la nube de electrones se desplazada en relación con su posición original, surge una fuerza restauradora de atracción, dada por la fuerza de Lorentz,  entre electrones y núcleos, resultando en una oscilación de la nube electrónica. La frecuencia de resonancia del LSP está determinada por la densidad de electrones, la masa de efectiva de electrones, y el tamaño y la  forma de la distribución de carga, es decir, las características intrínsecas del material, así como de la geometría de la partícula en donde se excita el LSP. Dentro de los efectos del LSP se puede identificar el realce o aumento del campo electromagnético cercano en ciertas regiones alrededor de la partícula donde el LSP es excitado, así como el espectro de extinción de luz por la partícula que tiene un máximo a la frecuencia  resonancia del LSP. Este último fenómeno, en particular, explica los colores brillantes presentes en soluciones coloidales de nanopartículas metálicas.
Para  metales como la plata y el oro, la frecuencia de  resonancia  es también afectada por los electrones en lo orbitales d. La plata es una elección popular  en los  plasmones, que estudia el efecto de acoplar la  luz a las cargas, ya que  puede soportar un plasmón de superficie  en un amplio rango de longitudes de onda (300-1200 nm), y su longitud de onda de absorción máxima se cambia  fácilmente. Por ejemplo, la longitud de onda de absorción máxima de las nanopartículas de plata triangulares se modificó cambiando la nitidez de la  esquina de los triángulos. Las cuales sufrieron un cambio de color azul a medida que se disminuía la nitidez  de la esquina de los triángulos. Además, longitud de onda de absorción de la absorción máxima experimentó un cambio de color rojo a medida que se agregaba una mayor cantidad de agente reductor (HAuCl4) y aumentaba la porosidad de las partículas. Para las nanopartículas semiconductores, la absorción óptica máxima  a menudo se encuentra en la región del infrarrojo cercano y del infrarrojo medio.

## Propagación de plasmones de superficie
Los plasmones de superficie localizados son distintos de los plasmones de propagación. En los plasmones de superficie localizados, la nube de electrón oscila colectivamente. En la propagación de plasmones de superficie, el plasmón de superficie se propaga de un lado a otro entre los extremos de la estructura. Los plasmones de superficie de propagación también deben de tener al menos una dimensión que es cercano a o más larga que la longitud de onda de la luz  incidente. Las ondas creadas en los plasmones de superficie en propagación también se pueden ajustar controlando la geometría de la nanoestructura metálica.

## Caracterización y estudio de los plasmones de superficie localizados
Uno de los objetivos de la plasmónica es comprender y manipular plasmones de superficie a nanoescala, por lo que es importante la caracterización de los plasmones de superficie. Algunas técnicas que se utilizan con frecuencia para la caracterizar los plasmones de superficie son la microscopía de campo oscuro, la espectroscopia  UV-vis-NIR, y la dispersión Raman de superficie mejorada (SERS). Con la microscopía de campo oscuro,  es posible de controlar el espectro de una nanoestructura  metálica individual a medida que cambia la polarización con la luz incidente, longitud de onda, o las variaciones en el entorno dieléctrico.

## Aplicaciones

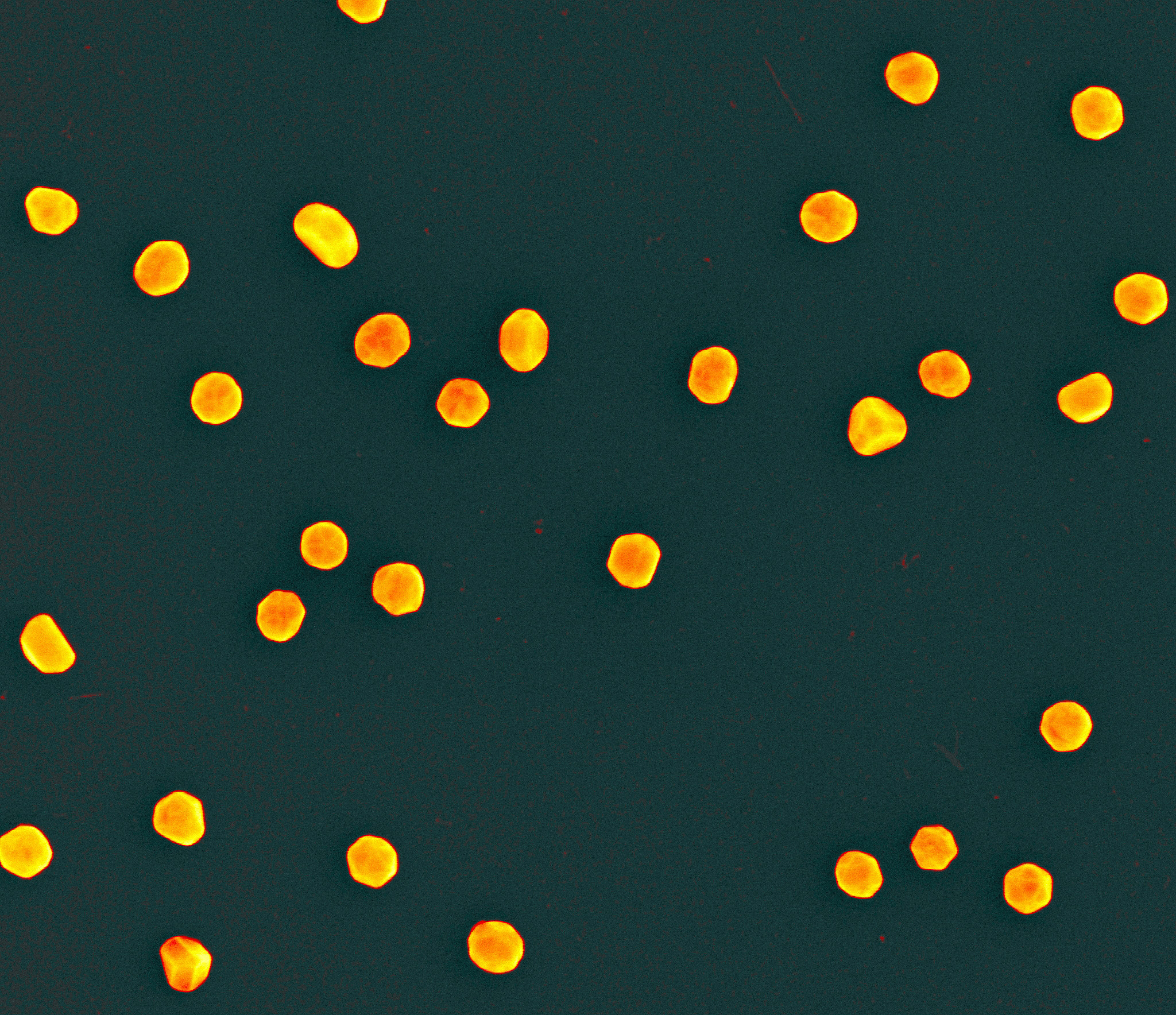
Imagen de Nanopartículas de oro por el microscopio electrónico de barrido, exhiben fuertes resonancias LSP.

La frecuencia de resonancia del plasmón  es altamente sensible al índice de refracción da como resultado un cambio en la frecuencia resonante. Como la frecuencia de  resonancia es fácil de medir, esto permite que las nanopartículas de LSP se utilicen para aplicaciones de detección nanoescala. Además, las nanopartículas que  exhiben fuertes propiedades LSP, como los nanorods de oro, podrían mejorar la señal en la detección de resonancia de plasmón. Las nanoestructuras exhiben resonancias LSP se utilizan para mejorar las señales en técnicas analíticas modernas basadas en espectroscopia. Otras aplicaciones que se basan en la generación eficiente de la luz a calor en la nanoescala son la grabación magnética asistida por calor (HAMR) , terapia fototérmica contra el cáncer, y termofotovoltaica. Hasta ahora, las aplicaciones de alta eficiencia  que utilizan plasmones no se han realizado debido a las altas  pérdidas óhmicas dentro de los metales, especialmente en el rango espectral óptico (visible y NIR). Además se han utilizado los plasmones de superficie para crear súper lentes, capas de invisibilidad  y para mejorar la computación cuántica. Otra área interesante de investigación en plasmones es la capacidad de activar y desactivar plasmones mediante la modificación de otra molécula. La capacidad de activar y desactivar plasmones tiene consecuencias importantes para aumentar la sensibilidad en los métodos de detección. Recientemente, un cromóforo supramolecular  se acopló con una nanoestructura metálica. Esta interacción cambió las propiedades de resonancia de plasmón de superficie localizada de la nanoestructura de plata al aumentar la intensidad de absorción.  